# AMC・グレムリン
AMC・グレムリン (AMC Gremlin) は、アメリカンモーターズが製造し、販売していた自動車。 1970年に発売した。
AMC・グレムリンはAMCのメキシコ子会社Vehículos Automotores Mexicanos（VAM）がメキシコで製造・販売した（1974年-1983年）。

## 概要
1970年2月にデビューした革新的コンパクトカー。潔く一直線に断ち落としたテールのデザインが特徴的なボディは、AMCの標準的コンパクトカー、AMC・ホーネットのホイールベースを約30cmも短縮、更に独立したトランクを持たない2ボックススタイルとすることで合計約46cmも短い特異なスタイルとされた。インテリアのトリムは何種か選べたが、中にはブルージーンズが張られた“リーヴァイス・カスタムトリム”なるバージョンもあり、長らく造られるロングセラーとなった。エンジンは3.8ないしは4.2リッターの直6OHV、または5リッターのV-8OHV（オプション）を搭載。1977年にはフロントノーズをスラント化、同時に100mmほど全長を短縮するなど、最後のフェイスリフトを受ける。また省エネルギーが叫ばれた当時の風潮に合わせて、意外にもシリーズ初となる４気筒として、独アウディ100用のSOHC4気筒2000ccを搭載したモデルも追加している。翌1978年末には新たにホーネットから進化したコンコードのショート版という位置付けで、グレムリンにコンコードのノーズを組み合わせたニューモデル、スピリットとして再デビューを果たす。スピリットにはホーネット・ハッチバックを30cm短縮したクーペ版も追加され、二本立てのシリーズとなった。